# Nicola Mari
Nicola Mari (Ferrara, 26 maggio 1967) è un fumettista italiano.
Dopo essersi diplomato presso l'istituto d'arte, nel 1987 esordisce nel fumetto disegnando storie erotiche per la Edifumetto. Successivamente collabora con la Editrice Acme e, parallelamente, svolge anche l'attività di grafico pubblicitario.
Nel 1989, Mari inizia ad occuparsi a tempo pieno di strisce disegnate, quando manda delle tavole di prova alla Sergio Bonelli Editore e viene subito contattato. Inizia così la sua collaborazione con la Sergio Bonelli Editore, che lo inserisce nel team di disegnatori del fantascientifico Nathan Never, serie che disegna fino al 1996 per poi passare sulle pagine di Dylan Dog, su cui ancora lavora attualmente.
Nel 1992, Mari ha realizzato per Lo Scarabeo di Torino il mazzo Nathan Never: Tarocchi del Futuro, accompagnato da un testo di Bepi Vigna ed illustra alcune storie per il Ken Parker Magazine.

## Pubblicazioni

### Albi di Dylan Dog disegnati
- Tiziano Sclavi e Mauro Marcheselli (testi), Nicola Mari (disegni); Serial killer, in Dylan Dog Gigante n. 5, Sergio Bonelli Editore, novembre 1996.
- Tiziano Sclavi (testi), Nicola Mari (disegni); Phoenix, in Dylan Dog n. 123, Sergio Bonelli Editore, dicembre 1996.
- Pasquale Ruju (testi), Nicola Mari (disegni); L'angelo sterminatore, in Dylan Dog n. 141, Sergio Bonelli Editore, giugno 1998.
- Pasquale Ruju (testi), Nicola Mari (disegni); Horror Market, in Dylan Dog Gigante n. 7, Sergio Bonelli Editore, novembre 1998.
- Pasquale Ruju (testi), Nicola Mari (disegni); Goliath, in Speciale Dylan Dog n. 13, Sergio Bonelli Editore, ottobre 1999.
- Tiziano Sclavi (testi), Nicola Mari (disegni); Il sorriso dell'Oscura Signora, in Dylan Dog n. 161, Sergio Bonelli Editore, febbraio 2000.
- Pasquale Ruju (testi), Nicola Mari (disegni); Notti di caccia, in Dylan Dog n. 180, Sergio Bonelli Editore, agosto 2001.
- Pasquale Ruju (testi), Nicola Mari (disegni); Il marchio del vampiro, in Dylan Dog n. 181, Sergio Bonelli Editore, settembre 2001.
- Claudio Chiaverotti (testi), Nicola Mari (disegni); La strega di Brentford, in Dylan Dog n. 194, Sergio Bonelli Editore, ottobre 2002.
- Giuseppe De Nardo (testi), Nicola Mari (disegni); Daisy e Queen, in Dylan Dog n. 201, Sergio Bonelli Editore, maggio 2003.
- Michele Masiero (testi), Nicola Mari (disegni); L'incubo dipinto, in Dylan Dog n. 218, Sergio Bonelli Editore, ottobre 2004.
- Fabrizio Accatino (testi), Nicola Mari (disegni); La strada per Babenco, in Almanacco della Paura n. 15, Sergio Bonelli Editore, marzo 2005.
- Paola Barbato (testi), Nicola Mari (disegni); L'ultimo arcano, in Dylan Dog n. 234, Sergio Bonelli Editore, febbraio 2006.
- Paola Barbato (testi), Nicola Mari (disegni); Il cimitero dei freaks, in Dylan Dog n. 245, Sergio Bonelli Editore, gennaio 2007.
- Bruno Enna (testi), Nicola Mari (disegni); Vite in gioco, in Dylan Dog n. 254, Sergio Bonelli Editore, ottobre 2007.
- Michele Medda (testi), Nicola Mari (disegni); La collina dei conigli, in Dylan Dog n. 263, Sergio Bonelli Editore, luglio 2008.
- Pasquale Ruju (testi), Nicola Mari (disegni); Il mago degli affari, in Dylan Dog Color Fest n. 2, Sergio Bonelli Editore, agosto 2008.
- Bruno Enna (testi), Nicola Mari (disegni); La statua di carne, in Dylan Dog Gigante n. 17, Sergio Bonelli Editore, novembre 2008.
- Pasquale Ruju (testi), Nicola Mari (disegni); L'angelo caduto, in Speciale Dylan Dog n. 23, Sergio Bonelli Editore, settembre 2009.
- Bruno Enna (testi), Nicola Mari (disegni); Nel segno del dolore, in Dylan Dog n. 284, Sergio Bonelli Editore, aprile 2010.
- Giovanni Di Gregorio (testi), Nicola Mari (disegni); Gli ultimi immortali, in Dylan Dog n. 293, Sergio Bonelli Editore, gennaio 2011.
- Giovanni Gualdoni (testi), Nicola Mari (disegni); Il museo del crimine, in Dylan Dog n. 305, Sergio Bonelli Editore, gennaio 2012.
- Alessandro Bilotta (testi), Nicola Mari (disegni); L'impostore, in Dylan Dog n. 317, Sergio Bonelli Editore, gennaio 2013.
- Luigi Mignacco (testi), Nicola Mari (disegni); Trash Island, in Dylan Dog n. 328, Sergio Bonelli Editore, dicembre 2013.

### Albi di Nathan Never disegnati
- Antonio Serra (testi), Nicola Mari (disegni); La zona proibita, in Nathan Never n. 7, Sergio Bonelli Editore, dicembre 1991.
- Antonio Serra (testi), Nicola Mari (disegni); Uomini Ombra, in Nathan Never n. 8, Sergio Bonelli Editore, gennaio 1992.
- Michele Medda (testi), Nicola Mari (disegni); L'abisso delle memorie, in Nathan Never n. 18, Sergio Bonelli Editore, novembre 1992.
- Michele Medda (testi), Nicola Mari (disegni); L'undicesimo comandamento, in Nathan Never n. 19, Sergio Bonelli Editore, dicembre 1992.
- Michele Medda (testi), Nicola Mari (disegni); Vampyrus, in Nathan Never n. 26, Sergio Bonelli Editore, luglio 1993.
- Michele Medda (testi), Nicola Mari (disegni); I figli della notte, in Nathan Never n. 38, Sergio Bonelli Editore, luglio 1994.
- Bepi Vigna (testi), Nicola Mari (disegni); La pietra antica, in Almanacco della Fantascienza n. 2, Sergio Bonelli Editore, luglio 1994.
- Antonio Serra e Katia Albini (testi), Nicola Mari (disegni); La biblioteca di Babele, in Nathan Never n. 50, Sergio Bonelli Editore, luglio 1995.
- Bepi Vigna (testi), Nicola Mari (disegni); La storia di Kathy Teller, in Nathan Never n. 56, Sergio Bonelli Editore, gennaio 1996.
- Bepi Vigna (testi), Nicola Mari (disegni); La giovinezza di Nathan Never, in Almanacco della Fantascienza n. 4, Sergio Bonelli Editore, agosto 1996.
- Bepi Vigna (testi), Nicola Mari (disegni); Cyberspazio, in Speciale Nathan Never n. 21, Sergio Bonelli Editore, giugno 2011.

## Riconoscimenti
- Premio Yellow Kid al Salone Internazionale dei Comics (1998)